# .tv
.tv — национальный домен верхнего уровня для Тувалу. Был создан в 1996 году.
Большой интерес к этому домену имеют компании, связанные с телевидением, из-за того, что «TV» является общепринятым сокращением от слова «телевидение» (англ. television). В 1998 году канадский бизнесмен Джейсон Чепник (Jason Chepnik) выкупил у правительства Тувалу право управления доменом на 12 лет за 50 миллионов долларов.

## История
14 декабря 2006 года компания Verisign объявила о партнёрстве с Demand Media, возглавляемой бывшим председателем MySpace Ричардом Розенблаттом, для продвижения домена .tv в качестве основного адреса для мультимедийного и рекламного контента. Премиальные домены .tv были закреплены за регистратором без возможности передачи, а их продление требовало ежегодной оплаты, эквивалентной первоначальной стоимости «выкупа».
16 марта 2010 года Sedo и Verisign организовали эксклюзивный аукцион (запущенный 1 апреля) для 115 премиальных доменов .tv, где продление стало доступно по стандартной годовой ставке вне зависимости от цены покупки. 19 марта Verisign объявила о расширении регистрации премиальных имён, снижении цен и переходе части из них в категорию стандартных. Эти изменения устранили барьеры для инвестиций со стороны крупных домейнеров и разработчиков.
Поскольку Verisign базируется в США, домен .tv регулируется американским законодательством. Первые конфискации таких доменов произошли в рамках операции Fake Sweep перед Супербоулом XLVI.